# بيير أونجينيو

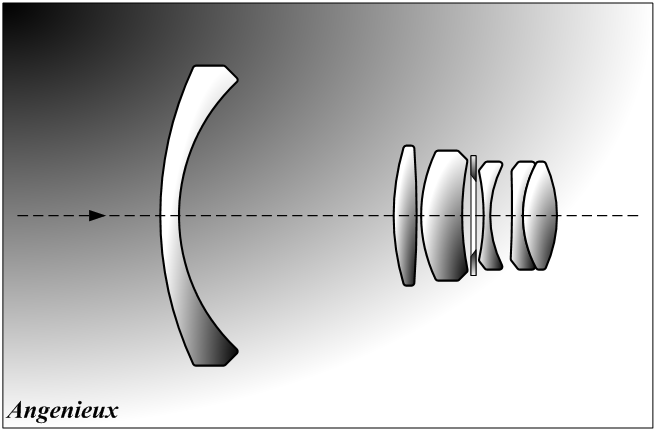
عدسة أونجينيو

بيبر أونجينيو (بالفرنسية: Pierre Angénieux)‏ (14 يوليو 1907، 26 يونيو 1998)، مهندس وأخصائي عيون ومصنّع نظارات فرنسي، وهو أحد مخترعي عدسات التكبير الحديثة التي اشتهرت عند تقديمها بمعيدات تركيز أونجينيوس.

## سيرة ذاتية
ولد بيير أونجينيو في سانت هياند بالقرب من سانت ايتيان في فرنسا، تخرج مهندساً للحرف والفنون في كلوني عام 1928، وفي العام الذي يليه تخرج من كلية الدراسات البصرية العليا.وكان طالباً لهنري كريتيان.
بعد أن عمل لباثي، قام أونجينيوس بتأسيس شركة متخصصة في التجهيزات السينمائية في 1935. بدأ يستخدم النظريات البصرية الهندسية بدلاً من النظريات الفيزيائية في تصميم عدسات خاصة به ،حاله حال كارل زايس وإرنست كارل أب. وقد طور طرق حسابية لتقليل الوقت اللازم لتصميم عدسة بنسبة 10 مرات